# Championnat National 2
El Campeonato de Francia Nacional 2 (en francés:Championnat de France National 2) —conocido como National 2—  y originalmente llamada Championnat de France Amateur (CFA), es un torneo de fútbol que se disputa en Francia. Dentro de la organización del fútbol francés es la cuarta categoría detrás de la Ligue 1, Ligue 2 y el Championnat National. 
Esta categoría es el nivel de liga más alto que puede aspirar un equipo de formación o reserva (conocido también como segundo equipo o filial) de un club profesional francés.
Los clubes de la National 2 tienen derecho a participar en la Copa de Francia.

## Historia
El campeonato Nacional 2 fue creado en 1993-1994 tras la reforma de las competiciones, luego adoptará el nombre de Campeonato de Francia Amateur (CFA) entre 1998 y 2017 antes de volver al nombre de Nacional 2 a partir de 2017. Por su principio (mezcla de clubes aficionados y filiales), es el heredero de la antigua División 3 (1970-1993), el Campeonato de Francia Amateur (primera versión) que se celebró de 1935 a 1971.
El término “amateur” que apareció en el título entre 1998 y 2017 no debe tomarse literalmente. La mayoría de los jugadores de Nacional 2 practican el fútbol a tiempo completo y están legalmente remunerados por ello a través de un contrato federal, obligatorio en Nacional 2. Los jugadores, sin embargo, no se benefician de las ventajas del estatus profesional: derecho a la jubilación y salario mínimo equivalente al jugador profesional. Al no ser totalmente “profesionales”, son por lo tanto “aficionados”; de hecho, son más bien semiprofesionales, pero este término comúnmente usado en los países anglosajones se usa poco en Francia.
De 1994 a 1997 un torneo final coronó a un campeón francés amateur. En 1998 , los clubes aficionados y los filiales se enfrentaron en dos torneos finales separados que coronaron a un campeón amateur francés y un campeón del equipo filial francés. Desde 2001 el torneo final de clubes amateurs ya no se lleva a cabo y el campeón designado es el mejor de los cuatro equipos amateurs ascendidos a Nacional en función de sus resultados particulares (número de puntos obtenidos contra los 5 clubes mejor clasificados en el grupo). El torneo final para reservas profesionales fue cancelado en 2011.
El campeonato tiene una asistencia media de 800 a 1.000 espectadores por partido. Este promedio se ve afectado negativamente por la muy baja asistencia registrada durante los partidos de casa de los filiales. El récord de asistencia es de 20.044 espectadores, para el partido entre RC Strasbourg y FC Mulhouse, el 6 de abril de 2013 en el estadio Meinau. Además, durante esta temporada (2012-2013), el Racing Club de Strasbourg obtuvo una media de 8.532 espectadores por partido de media en casa, lo que le sitúa en el puesto 26  de Francia de mejor asistencia.
Tras la reforma de las regiones en 2015, el campeonato volvió a ser Nacional 2 a partir de la temporada 2017-2018.
A partir de la temporada 2024-2025, el campeonato se reducirá a 3 grupos, para ser más competitivos.

## Sistema de la competición
El Campeonato Francés Nacional 2 está compuesto por 56 clubes repartidos en cuatro grupos de 14 clubes. El torneo está abierto para que participen los clubes filiales de los equipos profesionales y los clubes que no son profesionales o semi profesionales. Si un equipo filial gana la temporada, este no podrá ascender al Championnat National. No obstante, tanto los clubes amateur como filiales aplican al descenso para el National 3. Así mismo, los clubes filiales no pueden participar en la Copa de Francia, algo que si pueden los otros clubes. 
Los ganadores de cada grupo reemplazan a los cuatro últimos del Championnat National. El equipo ganador de su grupo con más puntos al final de la temporada se le considerará campeón del torneo. Esta distinción no fue entregada en la temporada 2019-20.

## Equipos participantes para la temporada 2025-26
Los siguientes equipos participan en la temporada 2025-26 del Campeonato Nacional 2.
| Pos. | Descendidos de Championnat National |
| ---- | ----------------------------------- |
| 17.º | Nîmes Olympique                     |

| Pos.        | Ascendidos de Championnat National 3 |
| ----------- | ------------------------------------ |
| 1.º Grupo A | Aviron Bayonnais FC                  |
| 1.º Grupo B | FC Chauray                           |
| 1.º Grupo C | FC Lorient II                        |
| 1.º Grupo D | FC Bastia-Borgo                      |
| 1.º Grupo E | FC Dieppe                            |
| 1.º Grupo F | FC Montlouis                         |
| 1.º Grupo G | US Lusitanos Saint-Maur              |
| 1.º Grupo H | SR Colmar                            |
| 1.º Grupo I | FC Limonest Dardilly Saint-Didier    |
| 1.º Grupo J | FC Rousset SVO                       |

### Grupos Championnat National 2 2025-26

##### Grupo A
| Club                        | Ciudad              | Estadio                    |
| --------------------------- | ------------------- | -------------------------- |
| Angoulême Charente FC       | Angulema            | Stade Camille-Lebon        |
| Aviron Bayonnais FC         | Bayona              | Stade Didier Deschamps     |
| Dinan Léhon FC              | Dinan               | Stade du Clos Gastel       |
| FC Chauray                  | Chauray             | Stade municipal de Chauray |
| FC Girondins de Burdeos     | Burdeos             | Stade Atlantique           |
| FC Lorient II               | Lorient             | Espace FCL                 |
| FC Montlouis                | Montlouis-sur-Loire | Stade Eugène Cholet        |
| Olympique de Saumur         | Saumur              | Stade des Rives du Thouet  |
| SC Locminé                  | Locminé             | Stade du Pigeon Blanc      |
| Stade Poitevin FC           | Poitiers            | Stade Michel-Amand         |
| US Avranches                | Avranches           | Stade René-Fenouillère     |
| US Granville                | Granville           | Stade Louis-Dior           |
| US Saint-Malo               | Saint-Malo          | Stade de Marville          |
| VFC La Roche-sur-Yon        | La Roche-sur-Yon    | Stade Henri-Desgrange      |
| VHF Les Herbiers            | Les Herbiers        | Stade Massabielle          |
| Voltigeurs de Châteaubriant | Châteaubriant       | Stade de la Ville en Bois  |

##### Grupo B
| Club                         | Ciudad                   | Estadio                     |
| ---------------------------- | ------------------------ | --------------------------- |
| AS Beauvais Oise             | Beauvais                 | Stade Pierre-Brisson        |
| AS Furiani-Agliani           | Furiani                  | Stade Erbajolo              |
| ASC Biesheim                 | Biesheim                 | Stade Municipal             |
| Blois Football 41            | Blois                    | Stade des Allées Jean-Leroi |
| Bourges FC                   | Bourges                  | Stade Jacques-Rimbault      |
| Entente Feignies Aulnoye FC  | Feignies                 | Complexe Didier-Eloy        |
| FC Bastia-Borgo              | Borgo                    | Complexe sportif de Borgo   |
| FC Chambly Oise              | Chambly                  | Stade Walter-Luzi           |
| FC Dieppe                    | Dieppe                   | Stade Jean-Dasnias          |
| FR Haguenau                  | Haguenau                 | Parc des Sports             |
| Saint-Pryvé Saint-Hilaire FC | Saint-Pryvé-Saint-Mesmin | Stade du Grand Clos         |
| SAS Épinal                   | Épinal                   | Stade de la Colombière      |
| SR Colmar                    | Colmar                   | Colmar Stadium              |
| US Chantilly                 | Chantilly                | Stade des Bourgognes        |
| US Thionville Lusitanos      | Thionville               | Stade de Guentrange         |
| Wasquehal FC                 | Wasquehal                | Stade Lucien-Montagne       |

##### Grupo C
| Club                              | Ciudad                | Estadio                     |
| --------------------------------- | --------------------- | --------------------------- |
| Andrézieux-Bouthéon FC            | Andrézieux-Bouthéon   | Envol Stadium               |
| AS Cannes                         | Cannes                | Stade Pierre de Coubertin   |
| AS Saint-Priest                   | Saint-Priest          | Stade Jacques-Joly          |
| ÉFC Fréjus Saint-Raphaël          | Saint-Raphaël         | Stade Louis-Hon             |
| FC 93 Bobigny-Bagnolet-Gagny      | Bobigny               | Stade Auguste Delaune       |
| FC Limonest Dardilly Saint-Didier | Limonest              | Stade Courtois-Fillot       |
| FC Rousset SVO                    | Rousset               | La Plaine Sportive          |
| GFA Rumilly-Vallières             | Rumilly               | Stade des Grangettes        |
| GOAL FC                           | Chasselay             | Stade Ludovic Giuly         |
| Hyères FC                         | Hyères                | Stade Perruc                |
| Istres FC                         | Istres                | Stade Parsemain             |
| Nîmes Olympique                   | Nimes                 | Stade des Antonins          |
| RC Pays de Grasse                 | Grasse                | Stade de la Paoute          |
| SC Toulon                         | Tolón                 | Stade de Bon Rencontre      |
| US Créteil-Lusitanos              | Créteil               | Stade Dominique-Duvauchelle |
| US Lusitanos Saint-Maur           | Saint-Maur-des-Fossés | Stade Adolphe-Chéron        |

## Palmarés
| Campeón del torneo National 2 - 1994: Reservas AJ Auxerre - 1995: ES Wasquehal - 1996: Reresvas AJ Auxerre - 1997: Reservas FC Metz - 1998: Valenciennes FC - 1999: Clermont Foot Auvergne - 2000: Dijon FCO - 2001: US Lusitanos Saint-Maur - 2002: AS Cherbourg - 2003: Gazélec Football Club Olympique Ajaccio - 2004: Football Croix-de-Savoie 74 - 2005: USBCO Boulogne - 2006: AS Beauvais - 2007: Villemomble Sports - 2008: Évian Thonon Gaillard FC - 2009: Union Sportive de Luzenac - 2010: SR Colmar - 2011: Vendée Poiré sur Vie Football - 2012: Cercle athlétique bastia - 2013: USL Dunkerque - 2014: US Avranches - 2015: CS Sedan Ardennes - 2016: AS Lyon Duchère - 2017: Grenoble Foot 38 - 2018: JA Drancy - 2019: US Créteil Lusitanos - 2020: Declarado desierto - 2021: Competición anulada por la pandemia de Covid-19. - 2022: FC Martigues - 2023: Marignane Gignac Football Club - 2024: Aubagne FC - 2025: Le Puy Foot 43 Auvergne | Campeón equipos de reservas del National 2 desde 1998 hasta 2016 - 1998: Reservas Olympique lyonnais - 1999: Reservas AJ Auxerre - 2000: Reservas Havre AC - 2001: Reservas Olympique lyonnais - 2002: Reservas Olympique de Marseille - 2003: Reservas Olympique lyonnais - 2004: Reservas Stade rennais - 2005: No otorgado - 2006: Reservas Olympique lyonnais - 2007: Reservas Stade rennais - 2008: Reservas AS Monaco FC - 2009: Reservas Olympique lyonnais - 2010: Reservas Olympique lyonnais - 2011: Reservas Olympique lyonnais - 2012 - 2016 : No otorgado |